# Barrel of Butter
Barrel of Butter är en klippa i Skottland.   Den ligger i sundet Scapa Flow i Orkneyöarna.